# Bill Tilden
William Tatem "(Big) Bill" Tilden II, född 10 februari 1893 i Philadelphia, Pennsylvania, död 5 juni 1953 i Los Angeles, Kalifornien, var en legendarisk amerikansk tennisspelare, ansedd som en av tidernas främsta manliga tennisspelare. Under åren 1920-25, då han också hela tiden var rankad världsetta, dominerade han totalt inom herrtennisen och förlorade då endast ett fåtal turneringsmatcher i singel. Under sin amatörtid vann han 138 av totalt 192 turneringar, 907 av 969 matcher och 10 Grand Slam-titlar i singel, det senare ett rekord fram till 1967. 
Tilden var, tillsammans med fransyskan Suzanne Lenglen på damsidan, den första stora internationella tennisstjärnan. Han blev professionell tennisspelare 1930 vid 37 års ålder och fortsatte sedan att tävlingsspela fram till sin död. 
Tilden upptogs 1959 i International Tennis Hall of Fame.

## Tenniskarriären

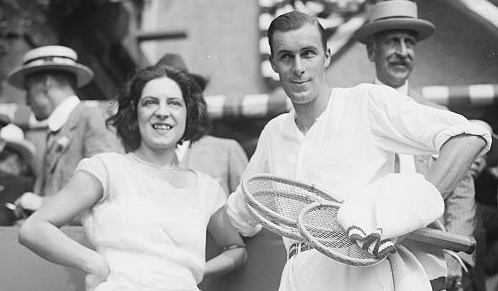
Tilden med sin motsvarighet på damsidan, Suzanne Lenglen

Tilden vann Wimbledonmästerskapen tre gånger (1920, -21 och -30) och Amerikanska mästerskapen sju gånger. Bill Tilden är därmed vid sidan av landsmännen Richard Sears och William Larned den mest framgångsrike singelspelaren i Amerikanska mästerskapen. Sina singeltitlar i Amerikanska mästerskapen vann Tilden över Bill Johnston (1920 och 1922-25), Wallace F. Johnson (1921) och Francis Hunter (1929). År 1927 förlorade Tilden finalen i mästerskapen mot den franske spelaren René Lacoste. Wimbledon-titlarna vann han genom finalsegrar över Gerald Patterson (1920), Brian Norton (1921), och Wilmer Allison (1930). 
Han var under 1920-talet ankare i det amerikanska Davis Cup-laget som under den perioden slutsegrade sju gånger. Bland framstående spelare under perioden som Bill Tilden besegrade i Davis Cup-sammanhang märks australiern Norman Brookes och den japanske spelaren Zenzo Shimizu. Han vann Italienska mästerskapen 1930. Efter 1926 lyckades de franska tennisspelarna (de "fyra musketörerna") Henri Cochet och René Lacoste i viss mån bryta Tildens fleråriga tennisdominans. 

### Tilden som professionell spelare
Bill Tilden var nästan 38 år när han blev professionell och spelade på "The Big Tour" som arrangerades av tennisproffset Vincent Richards. Tilden blev redan efter ett år cirkusens ledare, och lyckades bland andra kontraktera storspelarna Ellsworth Vines, Henri Cochet, tysken Hans Nüsslein och tjecken Karel Kozeluh. Man gjorde omfattande och mycket populära turnéer i USA där man spelade mot varandra. Den yngre Vines visade sig redan under sitt första proffsår 1933 vara strået vassare än Tilden. För att bibehålla publikintresset för turneringarna tog Tilden in andra spelare som exempelvis Fred Perry. Trots stora ansträngningar blev det allt svårare att upprätthålla samma publikintresse för touren som fanns under tidigt 30-tal. Ett hårt slag mot dåtidens professionella tenniscirkus var också att spelarna inte tilläts spela i någon av de stora Grand Slam-turneringarna ett förbud upphävt först 1968. Trots detta fortsatte den professionella touren även efter andra världskriget med nya spelare rekryterade bland de bästa amatörspelarna.

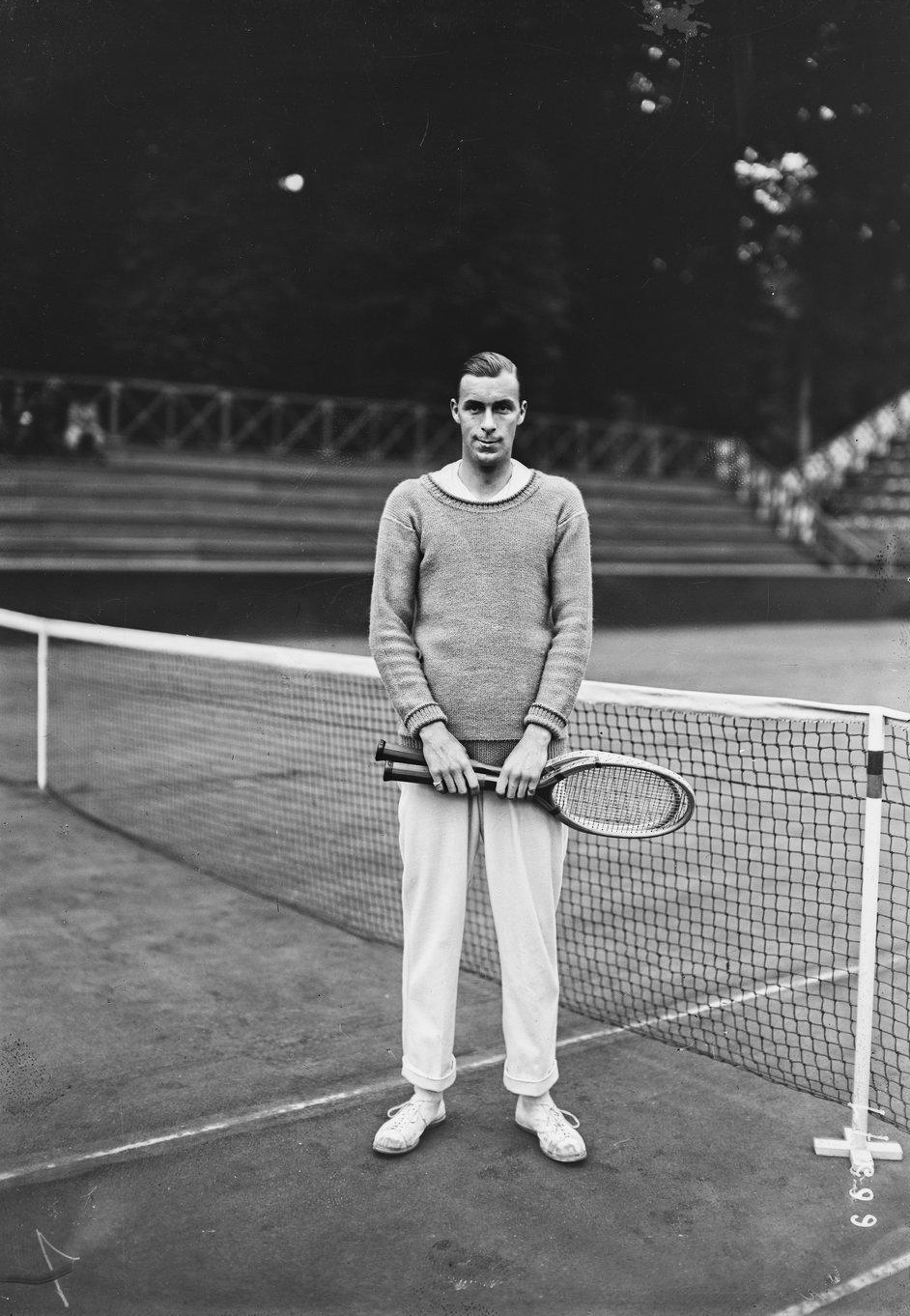
Bill Tilden (1921)

Bill Tilden vann singeltitlarna i de professionella tennismästerskapen US Pro 1931 (finalseger över Vincent Richards) och 1935 (finalseger över Karel Kozeluh). Han vann också singeltiteln i French Pro-turneringen 1933 (finalseger över Henri Cochet, det råder dock osäkerhet om segern kan hänföras till French Pro ) och 1934 (finalseger över fransmannen Martin Plaa). Däremot lyckades Tilden aldrig vinna inomhusturneringen i London, Wembley World Pro, trots 4 raka finaler i vilka han förlorade till Vines (1935-36) och Nüsslein (1937-38).

## Tilden som tennisspelare
Bill Tilden utvecklades relativt långsamt som tennisspelare och tog sin första Grand Slam-titel först vid 27 års ålder. Den storvuxne amerikanen försökte hela sin tenniskarriär genom intensiva träningspass att förbättra sin teknik, som också blev allt mer fulländad. Han spelade med en tennisracket av trä, lättare än tidens genomsnittliga; allt för att inte hindras från att få upp hastigheten i sina swingar. Hans serve var mycket snabb; hans raka "cannonball"-serve uppmättes vid ett tillfälle till 124 miles/tim (cirka 198 km/tim), vilket endast är något sämre än den hastighet dagens toppspelare uppnår med moderna racketar. Tilden hade också en utmärkt volley, smash och forehand. Trots det föredrog han spel från baslinjen och gick ogärna på nät. Möjligen var hans backhand svagare, åtminstone före 1920. Särskilt känd var han för sina mästerliga och varierade skruvar (spin). Han var ytterst svårslagen och hade en okuvlig vilja att segra, välkänd för sin förmåga att resa sig ur till synes hopplösa underlägen. Det berättas att när Tilden 1919 förlorade finalen i Amerikanska mästerskapen, mot sin landsman och rival "Little Bill Johnston", skyllde han nederlaget på sin svaga backhand. Under den följande vintern intensivtränade han det slaget. Följande år var han komplett som spelare, och besegrade sedan Bill Johnston i amerikanska mästerskapen.

## Personen Bill Tilden
Bill Tilden kom från en välbärgad familj och hade under sin amatörtid goda ekonomiska möjligheter. Han hade ett mycket gott självförtroende och var en karismatisk personlighet både på och utanför tennisbanan. Vid sidan av tennisen verkade han som författare och har bland annat skrivit en klassiker, "The art of lawn tennis", om tennisspelet och om 1920-talets tenniselit. Han författade senare andra böcker med fokus på spelteknik som "Match play and the spin of the ball" och "How to play better tennis" (i svensk översättning "Game, set and Match"), den senare från 1950. Han försökte sig också på amatörteater, dock med föga framgång. År 1927 anklagades Tilden av det amerikanska tennisförbundet, United States Tennis Association (USTA), för att tjäna pengar på sitt författarskap om tennis; vilket innebar att han i strikt bemärkelse inte längre var amatör. Tilden blev av det skälet under en 6-månadersperiod 1928 suspenderad från allt tennisspelande, inklusive det årets Amerikanska mästerskapen. 
Den kedjerökande Tilden var känd för att resor, mat och logi skulle vara av yppersta klass under turneringsresorna. Hans divafasoner uppskattades inte alltid av den amerikanska publiken som ofta uppfattade honom som högdragen och arrogant. Han blev, trots sina exempellösa framgångar som idrottsman, aldrig förbehållslöst älskad av publiken i sitt hemland.
Tiden hade en homosexuell läggning, vilket vid tiden var illegalt och inte accepterat av samhället. Bland annat ifrågasattes Tildens vana att under sina turneringsresor låta sig beledsagas av yngre män - som han själv kallade sina "elever". Vid två tillfällen (1947 och 1949) dömdes Tilden t o m till kortare fängelsestraff för otukt med minderåriga pojkar. Dessa domar hade som följd att Tilden under sina sista levnadsår i stort sett blev utfryst av det amerikanska tennisetablissemanget. Han nekades i allt större omfattning tillträde till olika turneringar och uppvisningsmatcher. De flesta av hans forna tennisspelande kolleger och vänner inom Hollywood, med få undantag (ett var dock Charlie Chaplin), vände honom ryggen. 
Bill Tilden spelade trots detta tennis ända in i det sista. Den 5 juni 1953, han var då 60 år, höll han på att packa sina racketar på väg till US Pro-turneringen, när han drabbades av en dödande blodpropp i hjärtat. Endast få personer deltog vid hans begravning, och USTA sände ingen representant.

## Grand Slam-finaler, singel (15)

### Titlar (10)
| År   | Mästerskap                   | Finalmotståndare   | Setsiffror               |
| 1920 | Wimbledonmästerskapen        | Gerald Patterson   | 2-6, 6-3, 6-2, 6-4       |
| 1920 | Amerikanska mästerskapen     | Bill Johnston      | 6-1, 1-6, 7-5, 5-7, 6-3  |
| 1921 | Wimbledon (2)                | Brian Norton       | 4-6, 2-6, 6-1, 6-0, 7-5  |
| 1921 | Amerikanska mästerskapen (2) | Wallace F. Johnson | 6-1, 6-3, 6-1            |
| 1922 | Amerikanska mästerskapen (3) | Bill Johnston      | 4-6, 3-6, 6-2, 6-3, 6-4  |
| 1923 | Amerikanska mästerskapen (4) | Bill Johnston      | 6-4, 6-1, 6-4            |
| 1924 | Amerikanska mästerskapen (5) | Bill Johnston      | 6-1, 9-7, 6-2            |
| 1925 | Amerikanska mästerskapen (6) | Bill Johnston      | 4-6, 11-9, 6-3, 4-6, 6-3 |
| 1929 | Amerikanska mästerskapen (7) | Francis Hunter     | 3-6, 6-3, 4-6, 6-2, 6-4  |
| 1930 | Wimbledon (3)                | Wilmer Allison     | 6-3, 9-7, 6-4            |

### Finalförluster (5)
| År   | Mästerskap               | Finalmotståndare  | Setsiffror               |
| 1918 | Amerikanska mästerskapen | R. Lindley Murray | 3-6, 1-6, 5-7            |
| 1919 | Amerikanska mästerskapen | Bill Johnston     | 4-6, 4-6, 3-6            |
| 1927 | Franska mästerskapen     | René Lacoste      | 4-6, 6-4, 7-5, 3-6, 9-11 |
| 1927 | Amerikanska mästerskapen | René Lacoste      | 9-11, 3-6, 6-4, 3-6      |
| 1930 | Franska mästerskapen     | Henri Cochet      | 6-3, 6-8, 3-6, 1-6       |

## Övriga Grand Slam-titlar
- Franska mästerskapen
  - Mixed dubbel - 1930
- Wimbledonmästerskapen
  - Dubbel - 1927
- Amerikanska mästerskapen
  - Dubbel - 1918, 1920, 1921, 1922, 1923, 1927
  - Mixed dubbel - 1913, 1914, 1922, 1923

## Professionella tennismästerskapstitlar
1931 : US Pro
1934 : French Pro
1935 : US Pro

### Webbsidor
- International Tennis Hall of Fame (Bill Tilden)